# Ютгуал ап Тутагуал
Ютгуал (валл. Idwal) (690—730) — сын Тутагуала, короля Галвидела и Инис Манау. Его сестра, Келемион, вышла замуж за Сандде, который был потомком Лливарха Южнорегедского.
У Ютгуала не было детей, поэтому ему наследовал в Инис Манау Сандде, а Галвидел был присоединен к Альт Клуиту.